# FK Proleter Teslić
FK Proleter je nogometni klub iz Teslića, Bosna i Hercegovina. 

## Povijest
Klub je osnovan 1926. godine. 
Klupske boje 1932. bile su plava i crvena.
Trenutačno se natječe u Prvoj nogometnog ligi Republike Srpske. Klub je u Drugoj ligi Republike Srpske igrao do 2007. kada se kvalificirao u prvu ligu, i to nakon 11 godina. Klub svoje domaće utakmice igra na stadionu Radolinka.
Sezonu 2012./2013. su se natjecali u 2. ligi Republike Srpske, ali su se sljedeće sezone vratili u 1. ligu Republike Srpske.